# Utlandsprefix
Utlandsprefix eller internationellt prefix (engelska:International access code) kallas inom telefonin den siffersekvens som inmatas före landsnumret för ett utlandssamtal. Från och med 11 september 1999 kl. 03:00 är utlandsprefixet 00 för alla länder inom EU. Sverige var sist av de dåvarande EU-länderna att införa det och utlandsprefixet var 009 i Sverige innan, 007 för att ringa med Tele2 . På mobiltelefoner går + också bra att använda som utlandsprefix, och plustecknet brukar ofta användas i internationella telefonnummer på visitkort och dylikt (vilket rekommenderas av ITU).

## Lista över utlandsprefix i olika länder
”~” betyder ”invänta ton innan fortsättningen av telefonnumret slås”.
- 00
  - De flesta länder som inte finns med på annan plats i listan, till exempel alla EU-länder.

- 0x0
  - Mauritius ('x' är en siffra som definierar vilken operatör som ska användas.)
    - 00 fungerar endast från betaltelefoner och '+' endast från mobiltelefoner. [2]

- 00~
  - Algeriet
  - Marocko
  - Ungern

- 00xx ('xx' representerar en tvåsiffrig operatörskod)
  - Brasilien
  - Bolivia (0010, 0011, 0012, 0013)
  - Australien (0011, 0014, 0015, 0018)

- 000 
  - Kenya
  - Tanzania (inklusive Zanzibar)
  - Uganda

- 001
  - Hongkong (också 0080, 009)
  - Indonesien (också 008)
  - Mongoliet
  - Singapore (också 002, 008, 012, 013, 018, 019)
  - Sydkorea (också 002)
  - Thailand

- 002
  - Taiwan (också 005, 006, 007, 009, 019)
  - Paraguay

- 005
  - Colombia (också 007, 009)

- 009
  - Nigeria
  - Var före 1999 Sveriges utlandsprefix.[3]

- 010
  - Japan (även operatörsspecifika koder förekommer)

- 011
  - området för Nordamerikanska numreringsplanen (landsnummer 1):
    - Anguilla
    - Antigua och Barbuda
    - Bahamas
    - Barbados
    - Barbuda
    - Bermuda
    - Brittiska Jungfruöarna
    - Caymanöarna
    - Dominica
    - Dominikanska Republiken
    - Grenada
    - Jamaica
    - Kanada
    - Montserrat
    - Saint Christopher och Nevis
    - Saint Lucia
    - Saint Vincent och Grenadinerna
    - Trinidad och Tobago
    - Turks- och Caicosöarna
    - USA inklusive Puerto Rico, Amerikanska Jungfruöarna, Guam, Nordmarianerna och Amerikanska Samoa

- 1xx0 ('xx' representerar en tvåsiffrig operatörskod)
  - Chile

- 8~10
  - Var standard i Sovjetunionen och kvarstår i flera före detta sovjetrepubliker:
    - Belarus
    - Kazakstan
    - Ryssland
    - Tadzjikistan
    - Turkmenistan

- 99X
  - Finlands utlandsprefix
    - Normalt är utlandsprefixet 00 från Finland, men man kan välja operatör genom att istället slå:
    - 990     Telia Finland Oyj
    - 991     Elisa Oyj
    - 99511 Nettia Oy
    - 99533 DNA Oy
    - 99555 DNA Oy
    - 99559 Elisa Oyj
    - 99577 DNA Oy
    - 99599 Nettia Oy
    - 999     Elisa Oyj